# Oxalis killipii
Oxalis killipii är en harsyreväxtart som beskrevs av A. Lourteig. Oxalis killipii ingår i släktet oxalisar, och familjen harsyreväxter. Inga underarter finns listade i Catalogue of Life.